# نيكولاي بروشنر
نيكولاي بروشنر (بالدنماركية: Nicolai Brøchner)‏ (و. 1993  م) هو راكب دراجة هوائية دنماركي، ولد في الدنمارك.

## سباقات أو مراحل فاز بها
| التاريخ        | السباق                                                                            | المركز                                          |
| -------------- | --------------------------------------------------------------------------------- | ----------------------------------------------- |
| 25 أبريل 2015  | 2015 ZODC Zuidenveldtour                                                          |                                                 |
| 09 مايو 2015   | 2015 Scandinavian Race Uppsala                                                    | الفائز في التصنيف العام                         |
| 28 يونيو 2015  | Course en ligne masculine aux championnats du Danemark de cyclisme sur route 2015 | المرتبة 11 في التصنيف العام                     |
| 01 يناير 2016  | ستير فان زوول 2016                                                                |                                                 |
| 23 أبريل 2016  | Arno Wallaard Memorial 2016                                                       |                                                 |
| 14 مايو 2016   | 2016 Scandinavian Race Uppsala                                                    | الثالث في التصنيف العام                         |
| 12 يونيو 2016  | جي بي هورسنز 2016                                                                 | السادس في التصنيف العام                         |
| 31 يوليو 2016  | طواف الدنمارك 2016                                                                | الثاني في تصنيف الجبال                          |
| 26 مارس 2017   | تور دو نورماندي 2017                                                              | السادس في التصنيف العام، الثامن في تصنيف النقاط |
| 28 أبريل 2017  | هيمرلاند روندت 2017                                                               | الفائز في التصنيف العام                         |
| 30 أبريل 2017  | سكايف لوبيت 2017                                                                  | الرابع في التصنيف العام                         |
| 06 مايو 2017   | 2017 Ronde van Overijssel                                                         | الفائز في التصنيف العام                         |
| 13 مايو 2017   | 2017 Scandinavian Race Uppsala                                                    | الفائز في التصنيف العام                         |
| 16 سبتمبر 2017 | دانمارك روندت 2017                                                                | الأول في تصنيف الجبال                           |
| 05 أغسطس 2018  | طواف الدنمارك 2018                                                                | الأول في تصنيف الجبال                           |
| 02 أبريل 2021  | #HurtigJoakimLøbet 3.0                                                            |                                                 |

## روابط خارجية
- نيكولاي بروشنر على موقع الاتحاد الدولي للدراجات (الإنجليزية)
- نيكولاي بروشنر على موقع أرشيف الدراجات (الإنجليزية)
- نيكولاي بروشنر على موقع إحصائيات الدراجات الإحترافية (الإنجليزية)
- نيكولاي بروشنر على موقع نسبة الدراجات (الإنجليزية)